# Südpagai
Südpagai (indonesisch Pagai Selatan) ist Teil der Mentawai-Inseln, eine zu Indonesien gehörige Inselgruppe rund 130 Kilometer südwestlich von Sumatra.

## Geographie
Südpagai ist rund 55 km lang und etwa 20 Kilometer breit. Im Norden, durch die Straße von Sikakap getrennt, liegt die Nachbarinsel Nordpagai, im Süden, sehr viel weiter entfernt, Enggano. Für die beiden Pagai-Inseln wird manchmal auch der Name Pageh verwendet. Die höchste Erhebung auf der flachhügeligen, zum größten Teil mit Urwäldern bedeckten Insel ist der 302 m hohe Gunung Muntai. Einige Siedlungen auf Südpagai sind Seai im Norden, Simakalo und Mapooepooe im Osten, Tiop im Süden sowie Bulasat und Baleraksok im Westen.

## Verwaltung
Südpagai bildet (mit Nordpagai) den Distrikt (Kecamatan) Pagai Utara Selatan, der zum 1999 gebildeten Regierungsbezirk (Kabupaten) Mentawai-Inseln mit der Hauptstadt Tua Pejat (auf Sipora) gehört, der seinerseits Teil der Provinz Westsumatra ist.

## Bevölkerung
Nach der letzten Eiszeit wurden die Insel durch den steigenden Meeresspiegel von Sumatra getrennt. Vor 1000 v. Chr. wurde Südpagai von Norden über Sipura und Nordpagai besiedelt. Die Bewohner, ebenfalls Mentawai genannt, unterscheiden sich durch Sprache und Brauchtum von den Bewohnern Sumatras. Sie haben komplexe Tätowierungen entwickelt, die zu den ältesten der Welt gehören sollen. Auf Nord- und Südpagai lebten im Jahr 2000 zusammen 20.974 Einwohner. Der Fremdenverkehr hat einen bescheidenen, aber wachsenden Umfang.

## Geschichte
Bereits Mitte des 18. Jahrhunderts soll es auf zwei kleinen Inseln im Süden von Südpagai den Versuch einer englischen Ansiedlung gegebene haben, um Muskat oder Pfeffer anzubauen. 1792 erreichte John Crisp mit einem Schiff der Britischen Ostindien-Kompanie die Pagai-Inseln (von ihm Poggy genannt). Er stellte den erstaunlichen Unterschied zwischen den Inselbewohnern und den Einwohnern des nahen Sumatras fest. Erst im Juli 1864 wurde Südpagai Teil von Niederländisch-Ostindien. Doch bis zum 20. Jahrhundert gab es kaum Versuche der Einflussnahme auf der Insel durch die Niederländer.
Ab Mitte der 1990er-Jahre entdeckten australische Surfer mit den anderen Inseln auch Nordpagai für das Surfen.

## Erdbeben
Bereits 1797 und 1833 gab es hier starke Seebeben. Nach dem Seebeben im Indischen Ozean 2004 hat die seismische Aktivität unter der Insel stark zugenommen. Nach dem Erdbeben am 12. September 2007 stellten (cGPS-)Stationen auf Südpagai eine Verschiebung von 1,5 Metern nach Südwesten, eine Hebung von 0,6 Metern an der West- und eine Senkung von 0,1 Metern an der Ostküste fest – dabei wurden einige vorgelagerte Inseln vergrößert und sechs neue Inseln entstanden.
Am 11. Februar 2010 ereignete sich 32 km südwestlich von Südpagai erneut ein Seebeben mit 5,2 auf der Richter-Skala. Südwestlich der Insel lag das Epizentrum des Seebebens vom 25. Oktober 2010, das ebenfalls einen Tsunami auslöste, der bis zu 600 Meter ins Inselinnere vordrang.

## Fauna
Auf der Insel leben einige endemische Tierarten, darunter der Pagai-Makak, dessen Bestand inzwischen gefährdet ist.